# HMS Bee (1915)
HMS Bee – brytyjska kanonierka rzeczna typu Insect (nazywanego także dużymi kanonierkami chińskimi ang. Large China Gunboats), zwodowana 8 grudnia 1915. Nazwa znaczy "pszczoła".
Zbudowana z przeznaczeniem do służby na Dunaju, ostatecznie nie służyła tam podczas wojny, podobnie jak inne jednostki swojego typu. Na przełomie 1915 i 1916 została przebazowana do Port Saidu. Pod koniec I wojny światowej, w marcu 1918 została wraz z HMS "Scarab" przebazowana do Hongkongu, podobnie jak później inne jednostki tego typu. W 1920 "Bee" została okrętem flagowym patrolu na rzece Jangcy. Przeszła wówczas modernizację polegająca na usunięciu rufowego działa 152 mm i zabudowaniu na rufie dwupiętrowej nadbudówki, mieszczącej pomieszczenia sztabowe.
12 grudnia 1937 "Bee" wraz z "Ladybird" uczestniczyła w incydencie z USS "Panay" i dostała się pod ostrzał japońskiej artylerii w rejonie Wuhu na Jangcy. "Ladybird" otrzymała sześć trafień, a "Bee" uniknęła jednego trafienia.
"Bee" została wycofana z aktywnej służby w 1938, gdy przybył niszczyciel HMS "Scorpion", który zastąpił ją w roli okrętu flagowego. 
Jednostka została 22 marca 1939 sprzedana na złom w Szanghaju za kwotę 5 225 funtów.